# Xê xích

Một hình lục giác có 20 phân hoạch thành một tập con ba phần tử và ba tập con một phần tử (không màu) (hình phía trên). Trong số này, có bốn phân hoạch xê xích một phép quay và ba phân hoạch xê xích một phép quay/phản xạ.

Trong toán học, cụm từ xê xích... (trong tiếng Anh: up to...; trong tiếng Pháp: à... près) được sử dụng để truyền đạt ý tưởng rằng một số đối tượng nằm trong cùng một lớp - trong khi phân biệt - có thể được coi là tương đương dưới một số điều kiện hoặc biến đổi. Ví dụ, ta có thể nói "vật A là duy nhất xê xích một đẳng cấu" (tức là mọi vật có thuộc tính y hệt A thì đẳng cấu với A), "hai tập hợp là như nhau xê xích một hoán vị" (tức là tồn tại một song ánh cho bởi phép đồng nhất từ tập này đến tập kia).
Đôi khi từ modulo (hoặc đơn giản là "mod") cũng được sử dụng, ví dụ như trong "modulo một đẳng cấu", "modulo một hoán vị". Ta cũng nói là "sau một đẳng cấu nều cần", "sau một hoán vị nếu cần".

## Phân tích thừa số nguyên tố
Định lý - Mọi số nguyên dương lớn hơn {\displaystyle 1} đều có thể được phân tách ra thành các thừa số nguyên tố, và phân tách này là duy nhất "xê xích một hoán vị".
Ví dụ như ta có thể viết {\displaystyle 18=3\times 3\times 2=3\times 2\times 3}. Hai cách phân tách này khác nhau bởi một phép hoán vị {\displaystyle (23)\in S_{3}} (đổi chỗ số thứ hai và số thứ ba). Do đó chúng là như nhau xê xích một hoán vị.

## Tác động nhóm
Trong lý thuyết nhóm, người ta có thể có một nhóm G tác động lên một tập X, trong trường hợp đó, người ta có thể nói rằng hai phần tử của X là tương đương "xê xích một tác động nhóm" nếu chúng nằm trên cùng một quỹ đạo.